# Амина (правительница)
Амина (англ. Amina, Aminatu, 1533 — около 1610) — правительница (с 1576 года) мусульманского государства Заззау (Зария) в Центральном Судане, одного из городов-государств народа хауса. Основательница города Зариа в штате Кадуна на севере Нигерии.
Амина — старшая дочь правительницы Баква Турунку (Bakwa Turunku). Столицей её государства был небольшой город Турунку южнее современного города Зариа. Рост государства требовал более значительной столицы. В Турунку было плохо с водой. Около 1536 года Баква Турунку основала севернее Турунку, у реки Галма город Зариа и назвала его по имени младшей дочери Зарийя (Zariya). Город был окружен стеной, однако неизвестно, построила ли её Баква Турунку или Амина.
На годы правления Амины (1576 — ок. 1610) пришёлся расцвет Зарии. Ведя постоянные войны с соседями, Амина существенно расширила территорию государства. Она включила в свои владения многие районы по рекам Нигер и Бенуэ, в том числе государства Коророфа и Нупе (в районе впадения реки Кадуна в Нигер), обложила данью некогда могущественные государства Кано и Кацина, которые вели непрерывные войны между собой.
В хронике Кано говорится:
Каждый город платил Амине дань. Правитель нупе послал ей 40 евнухов и 10 тысяч орехов кола. Она была самой первой в Судане, кто имел евнухов и орехи кола… и правила она в течение 34 лет.
Об Амине, о её отваге, о победах, одержанных воинами под её предводительством Умару Ахмед (Umaru Ahmed) написал пьесу «Амина королева Зарии» (Sarauniya Amina). Пьеса была поставлена в Лагосе в 1981 году Национальным театром.